# Duane Henry
Duane Henry (Birmingham, 18 maart 1985) is een Brits acteur.

## Carrière
Henry speelde als gast in meerdere series in binnen- en buitenland. Maar zijn grote doorbraak kwam er met zijn hoofdrol in NCIS waar hij twee seizoenen de rol van agent Clayton Reeves vertolkte. Hij speelde ook gastrollen in grote films als The Dark Knight Rises en Captain Marvel.

## Filmografie

### Films
| Jaar | Film                  | Rol                        | Extra      |
| ---- | --------------------- | -------------------------- | ---------- |
| 2005 | 7/7: Attack on London | Jermaine Lindsey           |            |
| 2008 | The Oxford Murders    | Politieagent 1             |            |
| 2008 | West 10 LDN           | Orin                       |            |
| 2008 | Flick                 | Mark Jackson               |            |
| 2010 | London Boulevard      | Nation of Islam Guy        | uncredited |
| 2011 | Ghosted               | Jason                      |            |
| 2011 | W.E.                  | Dwayne / Beveiligingsagent |            |
| 2012 | The Dark Knight Rises | SWAT in Dive Bar           |            |
| 2012 | Comedown              | Col                        |            |
| 2014 | Montana               | Junior                     |            |
| 2015 | Paradise Pictures     | Aldo Boyd                  |            |
| 2016 | Cruel Intentions      | Sullivan                   |            |
| 2018 | A Gingerbread Romance | Adam Dale                  |            |
| 2019 | Captain Marvel        | Talos-Kree Soldaat         |            |

### Series
| Jaar      | Serie                 | Rol                                                            | Extra   |
| --------- | --------------------- | -------------------------------------------------------------- | ------- |
| 2005      | The Afternoon Play    | Ryan                                                           | 1 afl.  |
| 2005      | Jericho               | Roy Marlowe                                                    | 1afl.   |
| 2005-2013 | Doctors               | Gareth Broadhurst / Steve Day / Tony Filton / Jack Shaw / Alex | 7 afl.  |
| 2006      | Dream Team 80's       | Kevin Nelson                                                   | 3 afl.  |
| 2007      | Desperados            | Jake Malone                                                    | 7 afl.  |
| 2007      | Nearly Famous         | Lee                                                            | 1afl.   |
| 2007      | Blue Murder           | Aaron Mathews                                                  | 1afl.   |
| 2007      | Dubplate Drama        | Drama                                                          | 12 afl. |
| 2008      | Doctor Who            | Mechanic Claude                                                | 1afl.   |
| 2008      | Bonekickers           | Anthony                                                        | 1afl.   |
| 2008      | Coming Up             | Totes                                                          | 1afl.   |
| 2009      | The Philanthropist    | Officer Bradley                                                | 1afl.   |
| 2009      | The Bill              | Tyson Archer                                                   | 2 afl.  |
| 2010      | The Cut               | Rory Andrews                                                   | 12 afl. |
| 2010      | Law & Order: UK       | Marty Flynn                                                    | 1afl.   |
| 2012      | Casualty              | Tommy Downs                                                    | 1afl.   |
| 2016-2018 | NCIS                  | Clayton Reeves                                                 | 46 afl. |
| 2019      | What Just Happened??! | Cooper                                                         | 2 afl.  |

- Bibliothèque nationale de France: cb167019091 (data)
- Library of Congress Control Number: no2017117224
- Virtual International Authority File: 305142197
- WorldCat: E39PBJcc7tQTqHtcyXT4vJTfv3